# Lewosze
Lewosze [lɛˈvɔʂɛ] (en ukrainien: Левоші, Levoshi) est un village polonais de la gmina de Milejczyce dans le powiat de Siemiatycze et dans la voïvodie de Podlachie. Il se situe à environ 6 kilomètres à l'est de Milejczyce, à 26 kilomètres à l'est de Siemiatycze et à 69 kilomètres au sud de Białystok. 